# Det nye Iran
Det nye Iran er en dansk virksomhedsfilm fra 1965 instrueret af Svend Aage Lorentz efter eget manuskript.

## Handling
En bred skildring af Iran og dets langsomme forvandling til en moderne nation. Filmen indeholder et citat fra Theodor Christensens film Iran - det nye Persien fra 1938.